# ماساو هارا
ماساو هارا هو مجدف ياباني، ولد في 1935.

## وصلات خارجية
- ماساو هارا على موقع الاتحاد الدولي للتجديف (الإنجليزية)
- ماساو هارا على موقع أوليمبيديا (الإنجليزية)